# Ozarba peraffinis
Ozarba peraffinis är en fjärilsart som beskrevs av Embrik Strand 1920. Ozarba peraffinis ingår i släktet Ozarba och familjen nattflyn. Inga underarter finns listade i Catalogue of Life.